# Jari Torkki
Jari Kaarlo Torkki (* 11. August 1965 in Rauma) ist ein ehemaliger finnischer Eishockeyspieler, der in seiner aktiven Zeit von 1981 bis 2002 unter anderem für die Chicago Blackhawks in der National Hockey League und die Starbulls Rosenheim in der Deutschen Eishockey Liga gespielt hat. Sein jüngerer Bruder Sami war ebenfalls ein professioneller Eishockeyspieler.

## Karriere
Jari Torkki begann seine Karriere als Eishockeyspieler in seiner Heimatstadt in der Nachwuchsabteilung von Lukko Rauma, für dessen Profimannschaft er in der Saison 1981/82 sein Debüt in der SM-liiga gab. Bei seinem einzigen Einsatz blieb er punkt- und straflos. In den folgenden Jahren wurde er Stammspieler bei Lukko, mit dem er nach dem Abstieg 1983 im folgenden Jahr den direkten Wiederaufstieg aus der zweitklassigen I divisioona erreichte. In der Saison 1987/88 wurde der Flügelspieler Vizemeister mit Lukko hinter Tappara Tampere.
Im Anschluss an die Olympischen Spiele in Calgary wurde Torkki von den Chicago Blackhawks nach Nordamerika beordert. Diese hatten ihn bereits im NHL Entry Draft 1983 in der sechsten Runde als insgesamt 115. Spieler ausgewählt. In der Saison 1988/89 kam der Finne zu vier Einsätzen für Chicago in der National Hockey League, bei denen er ein Tor erzielte. Die gesamte restliche Spielzeit verbrachte er allerdings bei deren Farmteam, den Saginaw Hawks, in der International Hockey League. In der folgenden Spielzeit stand er ausschließlich in der IHL auf dem Eis, diesmal jedoch für die Indianapolis Ice, mit denen er den Turner Cup gewann. Zu diesem Erfolg trug er mit insgesamt 61 Scorerpunkten, davon 30 Tore, in 77 Spielen bei.
Von 1990 bis 1996 spielte Torkki erneut für seinen Heimatverein Lukko Rauma in der SM-liiga. Anschließend absolvierte er zwei Spielzeiten bei den Starbulls Rosenheim in der Deutschen Eishockey Liga. Schließlich ließ der ehemalige NHL-Spieler seine Karriere in unterklassigen europäischen Ligen ausklingen und spielte von 1998 bis 2001 für den HC Meran und den HC Milano Vipers in der italienischen Serie A. Mit Meran gewann er 1999 in einem packenden Finale gegen den HC Bozen in der Verlängerung durch sein Tor den Meistertitel der Serie A. Nachdem er auch die Saison 2001/02 in Meran begonnen hatte, beendete er diese bei den Bracknell Bees in der britischen Ice Hockey Superleague. Daraufhin beendete er im Alter von 36 Jahren seine Karriere.

### International
Für Finnland nahm Torkki im Juniorenbereich an den U18-Junioren-Europameisterschaften 1982 und 1983, sowie den U20-Junioren-Weltmeisterschaften 1984 und 1985 teil. Bei der U18-Junioren-Europameisterschaft 1983 und der U20-Junioren-Weltmeisterschaft 1984 gewann er dabei mit seiner Mannschaft jeweils die Silbermedaille. Im Seniorenbereich stand er im Aufgebot seines Landes bei der Weltmeisterschaft 1987, sowie bei den Olympischen Winterspielen 1988 in Calgary. Bei den Olympischen Spielen, bei denen Finnland hinter der Sowjetunion den zweiten Platz belegte, erzielte der Flügelspieler ein Tor in vier Spielen.

## Erfolge und Auszeichnungen
- 1984 Aufstieg in die SM-liiga mit Lukko Rauma
- 1988 Finnischer Vizemeister mit Lukko Rauma
- 1990 Turner-Cup-Gewinn mit den Indianapolis Ice
- 1999 Meister Serie A mit HC Meran

### International
- 1983 Silbermedaille bei der U18-Junioren-Europameisterschaft
- 1984 Silbermedaille bei der U20-Junioren-Weltmeisterschaft
- 1988 Silbermedaille bei den Olympischen Winterspielen